# Fresnillo plc
Fresnillo plc er et mexicansk mineselskab, der udvinder ædelmetaller som guld og sølv. Virksomheden er registreret i Storbritannien og har hovedkvarter i Mexico City. 
Tidligere var selskabet en division i Industrias Peñoles, men efter et spin off blev Fresnillo børsnoteret på London Stock Exchange i maj 2008. Penõles ejer fortsat aktiemajoriteten.